# Hemiphileurus punctatostriatus
Hemiphileurus punctatostriatus är en skalbaggsart som beskrevs av Heinrich Bernward Prell 1914. Hemiphileurus punctatostriatus ingår i släktet Hemiphileurus och familjen Dynastidae. Inga underarter finns listade i Catalogue of Life.